# Maurice Blanchot
Maurice Blanchot (Quain, Saône-et-Loire, França, 22 de setembro de 1907 - 20 de fevereiro de 2003) foi um escritor, filósofo e teórico literário francês. Seu trabalho, explorando uma filosofia da morte ao lado de teorias poéticas do significado e do sentido, teve influência significativa em filósofos pós-estruturalistas como Gilles Deleuze, Michel Foucault, Jacques Derrida e Jean-Luc Nancy.

## Biografia

### Pré-1945
Blanchot nasceu na aldeia de Quain (Saône-et-Loire) em 22 de setembro de 1907.
Blanchot estudou filosofia na Universidade de Estrasburgo, onde se tornou amigo íntimo do fenomenólogo judeu francês nascido na Lituânia Emmanuel Levinas. Ele então embarcou em uma carreira como jornalista político em Paris. De 1932 a 1940, ele foi editor do principal diário conservador Journal des débats. Em 1930, ele obteve seu DES (diplôme d'études supérieures), aproximadamente equivalente a um mestrado na Universidade de Paris, com uma tese intitulada "La Conception du Dogmatisme chez les Sceptiques anciens d'après Sextus Empiricus" ("A concepção do dogmatismo nos antigos céticos de acordo com Sextus Empiricus").
No início da década de 1930, ele contribuiu para uma série de revistas nacionalistas radicais, ao mesmo tempo em que atuava como editor do diário ferozmente anti-alemão Le rempart em 1933 e como editor do polêmico semanário antinazista de Paul Lévy, Aux écoutes. Em 1936 e 1937, ele também contribuiu para o mensal de extrema direita Combat e para o diário nacionalista-sindicalista L'Insurgé, que acabou deixando de ser publicado - em grande parte como resultado da intervenção de Blanchot - por causa do anti-semitismo de alguns de seus colaboradores. Não há dúvida de que Blanchot foi, no entanto, o autor de uma série de artigos violentamente polêmicos atacando o governo da época e sua confiança na política da Liga das Nações, e alertou persistentemente contra a ameaça à paz na Europa representada pela Alemanha nazista.
Em dezembro de 1940, ele conheceu Georges Bataille, que havia escrito fortes artigos antifascistas nos anos trinta e que permaneceria um amigo próximo até sua morte em 1962. Blanchot trabalhou em Paris durante a ocupação nazista. Para sustentar sua família, ele continuou a trabalhar como revisor de livros para o Journal des débats de 1941 a 1944, escrevendo, por exemplo, sobre figuras como Sartre e Camus, Bataille e Michaux, Mallarmé e Duras para um público supostamente pétainista de Vichy. Nessas resenhas, ele lançou as bases para o pensamento crítico francês posterior, examinando a natureza retórica ambígua da linguagem e a irredutibilidade da palavra escrita às noções de verdade ou falsidade. Ele recusou a redação da colaboracionista Nouvelle Revue Française  para a qual, como parte de uma elaborada manobra, ele havia sido sugerido por Jean Paulhan. Ele era ativo na Resistência e permaneceu um amargo oponente do romancista e jornalista fascista e anti-semita Robert Brasillach, que era o principal líder do movimento colaboracionista pró-nazista. Em junho de 1944, Blanchot quase foi executado por um pelotão de fuzilamento nazista (conforme relatado em seu texto O Instante da Minha Morte).

### Pós-1945
Após a guerra, Blanchot começou a trabalhar apenas como romancista e crítico literário. Em 1947, Blanchot deixou Paris e foi para a vila isolada de Èze, no sul da França, onde passou a década seguinte de sua vida. Como Sartre e outros intelectuais franceses da época, Blanchot evitou a academia como meio de subsistência, confiando em sua caneta. É importante ressaltar que, de 1953 a 1968, ele publicou regularmente na Nouvelle Revue Française. Ao mesmo tempo, ele começou um estilo de vida de relativo isolamento, muitas vezes não vendo amigos íntimos (como Levinas) por anos, enquanto continuava a escrever longas cartas para eles. Parte da razão para seu isolamento auto-imposto (e apenas parte dele - seu isolamento estava intimamente ligado à sua escrita e é frequentemente apresentado entre seus personagens) foi o fato de que, durante a maior parte de sua vida, Blanchot sofreu de problemas de saúde.
As atividades políticas de Blanchot após a guerra mudaram para a esquerda. Ele é amplamente creditado como um dos principais autores do importante "Manifesto dos 121", em homenagem ao número de seus signatários, que incluíam Jean-Paul Sartre, Robert Antelme,  Alain Robbe-Grillet, Marguerite Duras, René Char, Henri Lefebvre, Alain Resnais, Simone Signoret e outros, que apoiaram os direitos dos recrutas de se recusarem a servir na guerra colonial na Argélia. O manifesto foi crucial para a resposta intelectual à guerra.
Em maio de 1968, Blanchot mais uma vez emergiu da obscuridade pessoal, em apoio aos protestos estudantis. Foi sua única aparição pública após a guerra. No entanto, por cinquenta anos, ele permaneceu um defensor consistente da literatura moderna e sua tradição nas letras francesas. Durante os últimos anos de sua vida, ele escreveu repetidamente contra a atração intelectual pelo fascismo e, notadamente, contra o silêncio de Heidegger no pós-guerra sobre o Holocausto.
Blanchot escreveu mais de trinta obras de ficção, crítica literária e filosofia. Até a década de 1970, ele trabalhou continuamente em sua escrita para quebrar as barreiras entre o que geralmente é percebido como diferentes "gêneros" ou "tendências", e grande parte de seu trabalho posterior se move livremente entre a narração e a investigação filosófica.
Em 1983, Blanchot publicou La Communauté inavouable (A Comunidade Inavalável). Este trabalho inspirou A Comunidade Inoperante (1986), a tentativa de Jean-Luc Nancy de abordar a comunidade em uma exegese não religiosa, não utilitária e não política.
Ele morreu em 20 de fevereiro de 2003 em Le Mesnil-Saint-Denis, Yvelines, França.

## Trabalho
O trabalho de Blanchot explora uma filosofia da morte, não em termos humanísticos, mas por meio de preocupações de paradoxo, impossibilidade, absurdo e numenal que decorrem da impossibilidade conceitual da morte. Ele se envolveu constantemente com a "questão da literatura", uma encenação e interrogação simultâneas do ato idiossincrático de escrever. Para Blanchot, "a literatura começa no momento em que a literatura se torna uma questão".
Blanchot baseou-se na poética de Stéphane Mallarmé e Paul Celan, bem como no conceito de negação na dialética hegeliana, para sua teoria da linguagem literária como algo que é sempre antirrealista e tão distinto da experiência cotidiana que o realismo não representa simplesmente a literatura sobre a realidade, mas a literatura sobre paradoxos feitos pelas qualidades do ato de escrever. A teoria literária de Blanchot é paralela à filosofia de Hegel, estabelecendo que a realidade real sempre sucede a realidade conceitual. Por exemplo, "Eu digo flor", escreveu Mallarmé em "Poesia em Crise", "e fora do esquecimento ao qual minha voz relega qualquer forma, [...] surge [...] o que está ausente de cada buquê".
O que o uso cotidiano da linguagem passa por cima ou nega é a realidade física da coisa em prol do conceito abstrato. A literatura - por meio do uso de simbolismo e metáfora - liberta a linguagem desse utilitarismo, chamando a atenção para o fato de que a linguagem não se refere à coisa física, mas apenas a uma ideia dela. A literatura, escreve Blanchot, permanece fascinada por essa presença de ausência, e a atenção é atraída, através da sonoridade e do ritmo das palavras, para a materialidade da linguagem.
As obras ficcionais mais conhecidas de Blanchot são Thomas l'Obscur (Thomas, o Obscuro), um récit inquietante (que "não é a narração de um evento, mas esse evento em si, a abordagem desse evento, o lugar onde esse evento é feito para acontecer ...") sobre a experiência de leitura e perda, Sentença de Morte, Aminadab e O Altíssimo. Suas obras teóricas centrais são "Literatura e o Direito à Morte" (em A Obra do Fogo e O Olhar de Orfeu), O Espaço da Literatura, A Conversa Infinita e A Escrita do Desastre.

### Temas
Blanchot se envolve com Heidegger na questão de como a literatura e a morte são experimentadas como uma passividade anônima, uma experiência que Blanchot se refere como "o Neutro" (le neutre). Ao contrário de Heidegger, Blanchot rejeita a possibilidade de uma relação autêntica com a morte, porque rejeita a possibilidade conceitual da morte. De maneira semelhante a Levinas, por quem Blanchot mais tarde foi influenciado no que diz respeito à questão da responsabilidade para com o Outro, ele inverte a posição de Heidegger sobre a morte como a "possibilidade da impossibilidade absoluta" do Dasein, em vez de ver a morte como a "impossibilidade de toda possibilidade".

### Ficção e narrações (récits)
- Thomas l'Obscur, 1941 (Thomas, o Obscuro)
- Aminadab, 1942
- L'Arrêt de mort, 1948
- Le Très-Haut, 1949
- Celui qui ne m'accompagnait pas, 1953
- "Le Dernier homme", 1957
- La Folie du jour, 1973
- L'Instant de ma mort, 1994

### Obras filosóficas
- Faux Pas, 1943
- La Part du feu, 1949 (The Work of Fire)
- Lautréamont et Sade, 1949
- L'Espace littéraire, 1955 (O Espaço da Literatura)
- Le Livre à venir, 1959
- L'Entretien infini, 1969 (A Conversa Infinita)
- L'Amitié, 1971
- Le Pas au-delà, 1973
- L'Ecriture du désastre, 1980
- La Communauté inavouable, 1983
- Une voix venue d'ailleurs, 2002

Muitos dos principais tradutores de Blanchot para o inglês estabeleceram reputações como estilistas de prosa e poetas por direito próprio; alguns dos mais conhecidos deles incluem Lydia Davis, Paul Auster e Pierre Joris.